# Saint-François-Lacroix
Saint-François-Lacroix é uma comuna francesa na região administrativa de Grande Leste, no departamento de Mosela. Estende-se por uma área de 7,33 km². Em 2010 a comuna tinha 309 habitantes (densidade: 42,2 hab./km²).